# Jalen Tolbert
Jalen Curtis Tolbert (Mobile, Alabama, 27 de febrero de 1999) más conocido como Jalen Tolbert, es un jugador profesional estadounidense de fútbol americano, se desempeña en la posición de wide receiver en Dallas Cowboys, en la National Football League (NFL).

## Carrera
Fue seleccionado en la tercera ronda en la Reunión Anual de Selección de Jugadores de la NFL de 2022. Hizo su debut profesional con el equipo Dallas Cowboys, donde lleva jugando dos temporadas.